# Ramón Franco (actor)
Ramón Luis Franco (Caguas, 12 de septiembre de 1963) es un actor de cine y televisión nacido en Puerto Rico.

## Carrera
Franco nació en Caguas, Puerto Rico y actualmente reside en Los Ángeles.
Es reconocido por su papel en la serie sobre el conflicto bélico de Vietnam Tour of Duty, en la que interpretó el papel de Alberto Ruiz. También apareció en la película de Clint Eastwood Heartbreak Ridge en 1986 como el soldado Aponte. En 1988 aparece en un episodio de MacGyver llamado Blood Brothers. En 2013 apareció en la serie de televisión The Bridge interpretando a un narcotraficante mexicano llamado Fausto Galván. En 2019 apareció en la película de Quentin Tarantino Once Upon a Time in Hollywood.